# Vins de Brinhòla
Vins de Carami (en francès Vins-sur-Caramy) és un municipi francès situat al departament del Var i a la regió de Provença – Alps – Costa Blava.

## Demografia
| 1962                                       | 1968 | 1975 | 1982 | 1990 | 1999 | 2005 | 2006 |
| ------------------------------------------ | ---- | ---- | ---- | ---- | ---- | ---- | ---- |
| 267                                        | 272  | 223  | 298  | 492  | 561  | 751  | 773  |
| Des de 1962: població sense dobles comptes |      |      |      |      |      |      |      |

## Administració
| Període | Identitat       | Partit |
| ------- | --------------- | ------ |
| 1975-   | Christian Rioli |        |